# Formica auxillacensis
Formica auxillacensis är en myrart som beskrevs av Piton 1935. Formica auxillacensis ingår i släktet Formica och familjen myror. Inga underarter finns listade i Catalogue of Life.